# Майпу (Чили)
Майпу́ (исп. Maipú) — коммуна в Чили. Одна из городских коммун города Сантьяго. Коммуна входит в состав провинции Сантьяго и Столичной области.

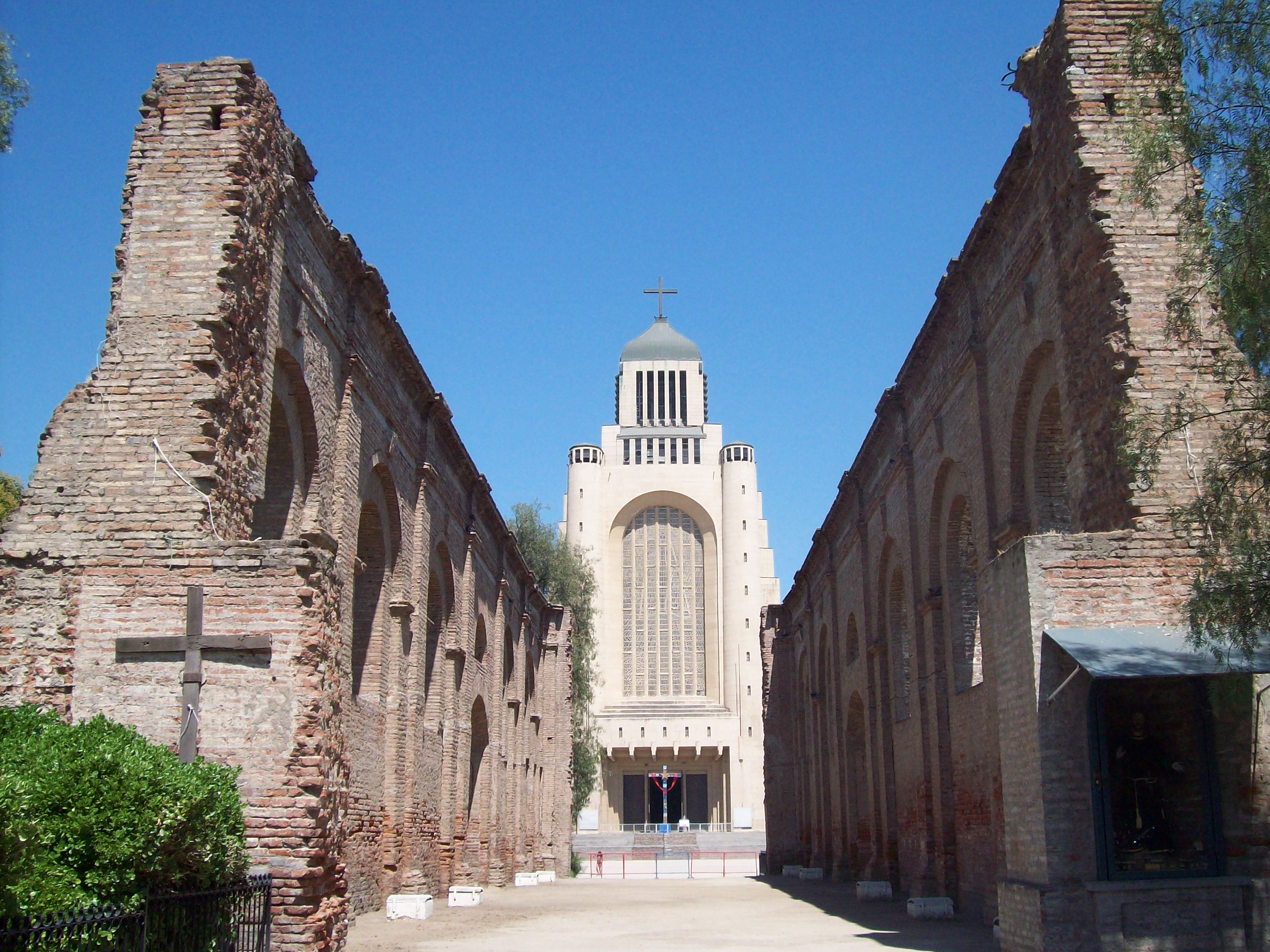
Руины часовни Ла-Виктория

Территория — 135,5 км². Численность населения — 521 627 жителей (2017). Плотность населения — 3849,6 чел./км².

## Расположение
Коммуна расположена на юго-западе города Сантьяго.
Коммуна граничит:
- на севере — c коммуной Пудауэль
- на северо-востоке — c коммуной Эстасьон-Сентраль
- на востоке — с коммуной Серрильос
- на юго-востоке — c коммуной Сан-Бернардо
- на юге — c коммуной Калера-де-Танго
- на юго-западе — c коммуной Падре-Уртадо
- на западе — c коммуной Куракави

## Демография
Согласно сведениям, собранным в ходе переписи 2017 г. Национальным институтом статистики (INE),  население коммуны составляет:
| Полное население                          | Полное население                          | Полное население                          | Полное население                          | Полное население                          | 521 627 |
| ----------------------------------------- | ----------------------------------------- | ----------------------------------------- | ----------------------------------------- | ----------------------------------------- | ------- |
| в том числе:                              | Городское население                       | 518 194                                   | Процент городского населения, %           | 99,34                                     |         |
|                                           | Сельское население                        | 3433                                      | Процент сельского населения, %            | 0,66                                      |         |
|                                           | Мужское население                         | 250 792                                   | Процент мужского населения, %             | 48,08                                     |         |
|                                           | Женское население                         | 270 835                                   | Процент женского населения, %             | 51,92                                     |         |
| Плотность населения, чел/км²              | Плотность населения, чел/км²              | Плотность населения, чел/км²              | Плотность населения, чел/км²              | Плотность населения, чел/км²              | 3849,6  |
| Население коммуны в % к населению области | Население коммуны в % к населению области | Население коммуны в % к населению области | Население коммуны в % к населению области | Население коммуны в % к населению области | 7,33    |

| Динамика изменения населения коммуны | Динамика изменения населения коммуны | Динамика изменения населения коммуны | Динамика изменения населения коммуны |
| ------------------------------------ | ------------------------------------ | ------------------------------------ | ------------------------------------ |
| 1992                                 | 2002                                 | 2012                                 | 2017                                 |
| 256 550                              | 468 390▲                             | 525 229▲                             | 521 627▼                             |